# Sälgträsket
Sälgträsket är en sjö i Skellefteå kommun i Västerbotten och ingår i Byskeälvens huvudavrinningsområde. Sjön har en area på 0,17 kvadratkilometer och ligger 287 meter över havet. Sälgträsket ligger i Byskeälven Natura 2000-område. Sjön avvattnas av vattendraget Sälgträskbäcken.

## Delavrinningsområde
Sälgträsket ingår i det delavrinningsområde (724788-171262) som SMHI kallar för Mynnar i Byskeälvens vattendragsyta. Medelhöjden är 306 meter över havet och ytan är 36,42 kvadratkilometer. Det finns inga avrinningsområden uppströms utan avrinningsområdet är högsta punkten. Sälgträskbäcken som avvattnar avrinningsområdet har biflödesordning 2, vilket innebär att vattnet flödar genom totalt 2 vattendrag innan det når havet efter 71 kilometer. Avrinningsområdet består mestadels av skog (81 procent) och sankmarker (17 procent). Avrinningsområdet har 0,25 kvadratkilometer vattenytor vilket ger det en sjöprocent på 0,7 procent.